# Mark A Mediu Whippet
Mark A Mediu Whippet a fost un tanc britanic din Primul Război Mondial. Acesta a fost destinat pentru a înlocui tancurile grele și lente Mark, datorită vitezei și a mobilității sale mai ridicate decât a tancurilor Mark. Tancurile Mark A Mediu Whippet au luat parte mai târziu la mai multe acțiuni de după război ale armatei britanice, în special în Irlanda, Rusia de Nord și nord-estul Chinei.

## Galerie

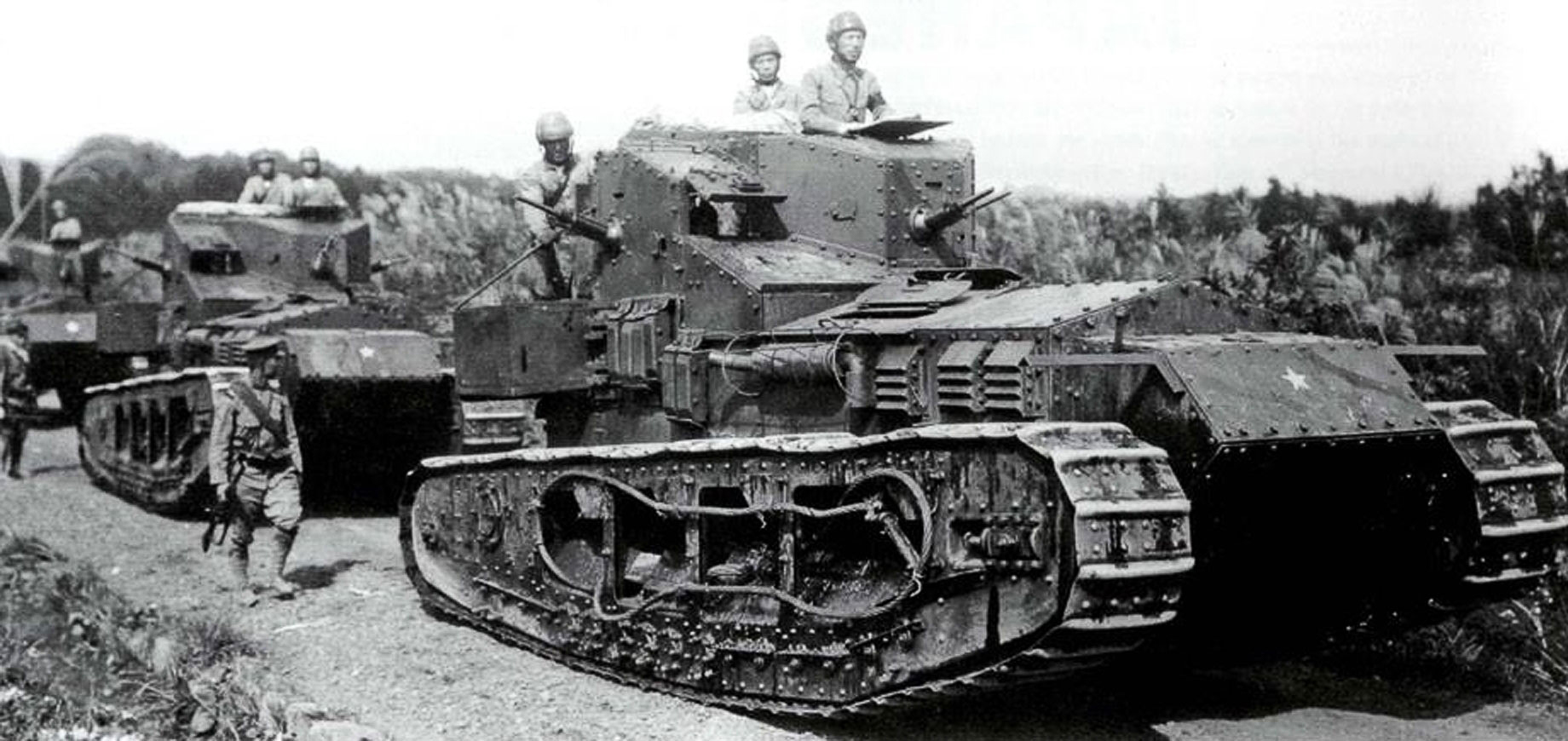
Tancuri Mk.A Whippet în serviciul Japoniei în Al Doilea Război Mondial
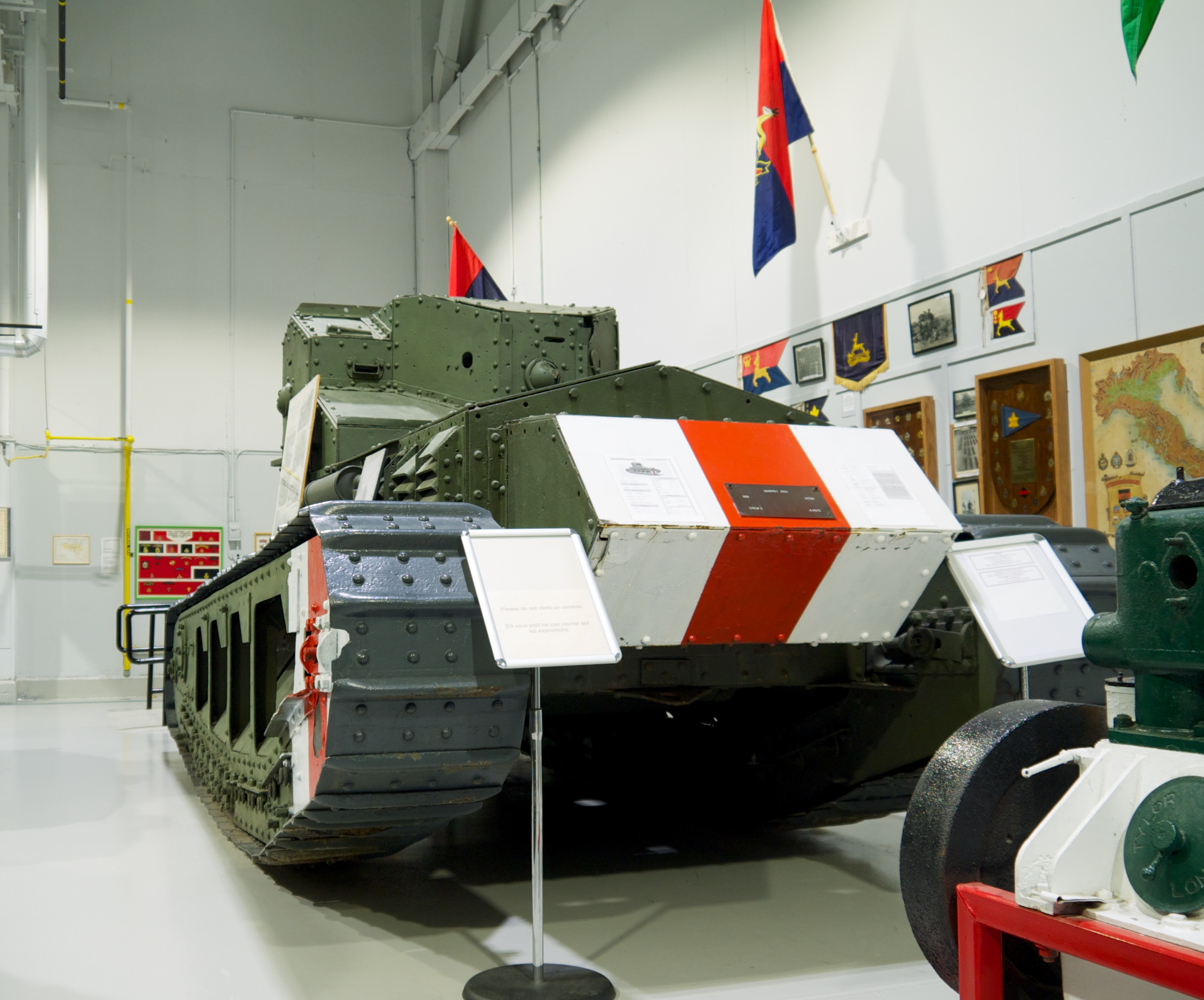
Tanc Whippet din Muzeul militar Base Borden  din Ontario, Canada (2015)
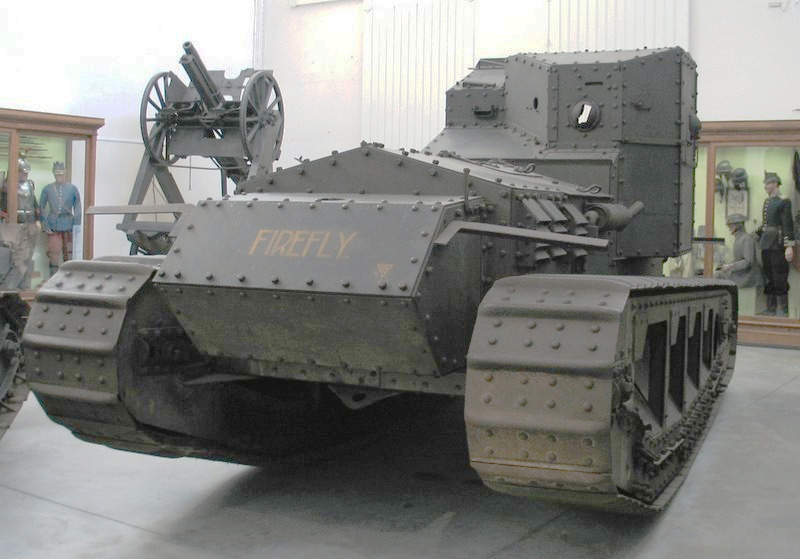
Tanc Whippet din Muzeul Armatei din Bruxelles, Belgia